# Yasuhiro Nightow
Pour les articles homonymes, voir Yasuhiro.
内藤 泰弘
Œuvres principales
- Blood Blockade Battlefront
- Trigun

Yasuhiro Nightow (内藤 泰弘, Naitō Yasuhiro) est un mangaka japonais né à Yokohama le 8 avril 1967. Il est connu pour être l'auteur des mangas Blood Blockade Battlefront et Trigun.

## Biographie
Yasuhiro Nightow pratique le dessin très tôt, dès sa petite enfance. Après des études de sociologie à l'Université Hōsei, il travaille pendant trois ans dans une entreprise d’immobilier puis se lance dans la carrière de mangaka en 1994. Son premier manga, Call XXXX, est prépublié dans le magazine Super Jump de l'éditeur Shueisha. La même année, il commence une adaptation manga du jeu vidéo Samurai Spirits dans le magazine Family Computer Magazine de l'éditeur Tokuma Shoten.
En 1995, il commence un nouveau manga, Trigun, prépublié dans le magazine Shonen Capitain du même éditeur. En 1997, après la fin de la diffusion du magazine, Trigun est prépublié chez un autre magazine de l'éditeur, Young King Ours et change de nom pour l'occasion : Trigun Maximum.
Trigun est un véritable succès, adapté en une série animée de 26 épisodes par les studios Madhouse en 1998, et d'un film en 2010 par les mêmes studios. La série gagne le Prix Seiun, récompensant les meilleurs œuvres de science-fiction nippones.
En parallèle, il a aussi travaillé en tant que character designer pour plusieurs jeux vidéo notamment Gungrave dont il a également conçu le scénario.
Après avoir terminé Trigun Maximum en 2008, il publie la série Kekkai Sensen depuis 2009.
Ses inspirations sont diverses, il est notamment un grand fan de comics qui l'ont beaucoup influencé dans son œuvre.

## Travaux

### Mangas
- 1994 : Call XXXX (nombre de volumes ?)
- 1994 : Samurai Spirits (nombre de volumes ?)
- 1995 - 1998 : Trigun (3 volumes)
- 1998 - 2008 : Trigun Maximum (14 volumes)
- 2009 - 2015 : Blood Blockade Battlefront
- 2015 - : Blood Blockade Battlefront: Back 2 Back

### Autres
- 1996 : Energy Breaker - Character-designer (jeux vidéo)
- 2002 : Gungrave - Character-designer et histoire originale (jeu vidéo et anime)
- 2007 : Oh! Edo Rocket - Participation au chara-design (anime)